# 拿针的女孩
《拿针的女孩》（丹麥語：Pigen med nålen）是2024年上映的黑白历史心理恐怖片，由丹麦、瑞典、波兰三国联合制作，以20世纪的丹麦连环杀人犯达格玛·奥弗比(Dagmar Overby)的故事为蓝本。电影由马格努斯·冯·霍恩导演，冯·霍恩与莉恩·兰格贝克·克努森编剧，维多利亚·卡门·索内和崔娜·蒂虹联袂主演。故事发生在1919年的哥本哈根，一名年轻女子在一家专为未婚先育女性设立的秘密收养所担任乳母，但她渐渐地对创办机构的女性起了疑心并发现了可怕的真相。
电影于2024年5月15日在第77屆坎城影展首映，入选主竞赛单元，争夺金棕榈奖。在2024年美国国家评论协会奖中，电影入选年度五大国际电影。另外获得第82届金球奖最佳外語片、第97屆奧斯卡金像獎最佳国际影片奖提名。

## 剧情
1919年的哥本哈根，一战余烬未熄。自从被征召前线参战以来，彼得一直未给家里写家书。妻子卡罗琳不知他的去向，官方也没有正式宣布他牺牲，她想申请抚恤金而不得。迫于生计，她只能从宽敞明亮的公寓，搬进阴冷潮湿的阁楼，平日里与好友弗丽达在纺织厂当针线工。没过多久，卡罗琳爱上上司约根，还怀上他的孩子。不料彼得也回到家，残酷的战火让他的脸严重变形，只能戴面具示人。卡罗琳对彼得心生厌恶，将他赶出家门，转而投入约根的怀抱，但约根的母亲女男爵阻止两人成婚。
寂寞空虚之下，卡罗琳拿着一根针来到公眾浴場，想自己给自己引产，但被名叫达格玛的老妇和7岁的埃琳娜阻止。达格玛帮卡罗琳料理伤口，又建议卡罗琳的孩子生下后，可以带到她的甜品店，说她在甜品店里头秘密开了一家收养所，专门收养弃婴。与此同时，卡罗琳发现彼得在马戏团工作，两人重归于好，惟彼得患上严重的創傷後壓力症，经常精神病发作。
不久之后，卡罗琳生下一个女婴。彼得有勃起功能障碍，无法让卡罗琳怀上自己的孩子，因此想让卡罗琳把女婴留下来，卡罗琳则坚持把孩子送到甜品店。卡罗琳无法给达格玛支付抚养费，只能当乳母，起居都在店里。卡罗琳逐渐适应新生活，期间也给埃琳娜喂奶，两人逐渐熟稔起来。而卡罗琳与达格玛都有孤独感和罪恶感，两人因而成为彼此的知音，平日里会一起用醚消遣。
达格玛收下一个被遗弃的男婴，让卡罗琳照料，直至男婴找到愿意收养的人家。卡罗琳与男婴欢度愉快时光的时候，弗丽达一直怀疑达格玛经营收养所的动机。一天晚上，埃琳娜要卡罗琳喂奶，卡罗琳正给男婴喂，拒绝了她，埃琳娜把男婴夺过去，想掐死他，幸好被卡罗琳阻止。
第二天，达格玛将男婴带走，说已经给他找到新家。卡罗琳担心达格玛这样做是在报复自己没给埃琳娜喂奶，于是跟了上去，结果看到达格玛亲手掐死男婴，之后将尸体扔进下水道。回到甜品店，卡罗琳质问达格玛，达格玛承认自己杀掉所有收养的婴儿，当中包括卡罗琳的女儿。达格玛说自己不想在这个可怕的世界里抚养如此无辜的生命，之后给卡罗琳注射大量乙醚。
弗丽达陪好友把不要的婴儿送到甜品店，不料看到走路跌跌撞撞的卡罗琳，内心顿感不安。达格玛说服卡罗琳把弗丽达好友的婴儿杀掉，两人争吵起来，不小心把婴儿闷死。后来，弗丽达好友回来，说后悔把婴儿送过来，想要回去。见达格玛交不出来，她扬言报警。达格玛惊恐万分的时候，卡罗琳跳窗。
事后警察到场，将达格玛逮捕，埃琳娜被送到孤儿院。跳楼的卡罗琳捡回一条命，之后来到彼得工作生活的马戏团，与彼得重归于好。在彼得的支持下，卡罗琳戒掉乙醚，但没有跟彼得坦白女儿的事情。达格玛在法庭上受审，为保护卡罗琳，没有把她供出来，又说自己之所以杀婴，是不希望他们过上贫困生活。最终，卡罗琳从孤儿院收养了埃琳娜。

## 演员
- 维多利亚·卡门·索内（英语：Vic Carmen Sonne） 饰 卡罗琳（Karoline）
- 崔娜·蒂虹 饰 奥弗拜（英语：Dagmar Overbye）
- 贝西尔·泽希里（丹麥語：Besir Zeciri） 饰 彼得（Peter）
- 约阿希姆·菲耶尔斯楚普（丹麥語：Joachim Fjelstrup） 饰 约根（Jørgen）
- 泰莎·海兹（丹麥語：Tessa Hoder） 饰 弗丽达（Frida）
- 阿沃·诺克斯·马丁（丹麥語：Avo Knox Martin） 饰 埃琳娜（Erena）
- 安德斯·霍夫（英语：Anders Hove (actor)） 饰 法官
- 阿里·亚历山大（丹麥語：Ari Alexander） 饰 斯文森（Svendsen）

## 制片
《拿针的女孩》是瑞典导演马格努斯·冯·霍恩继《从此以后》（2015年）和《汗流浃背》（2020年）后的第三部长片，由冯·霍恩与莉恩·兰格贝克共同编剧。电影以丹麦连环杀手达格玛·奥弗拜的犯罪经历为蓝本，奥弗拜欺骗贫困的母亲将不想要孩子送给她收养，之后将收养的孩子杀掉。奥弗拜于1921年被判死刑，随后改判终身监禁。她一直是丹麦犯下最多罪行的连环杀手。导演冯·霍恩说这部电影是“拍给成年人看的寓言”，之所以拍，是因为自己“不想只是拍一部纯粹的类型片，而是跟类型片打擦边球，这在我、摄影师、布景设计师和服装设计师看来，是观察这个故事的绝佳视角。”
制片人由北欧影业丹麦（Nordisk Film Denmark）的玛琳娜·布伦科夫（Malene Blenkov），以及波兰熔岩影业（Lava Films）的马里乌什·沃达斯基（Mariusz Włodarski）担任，北欧影业瑞典联合制作。

## 发行

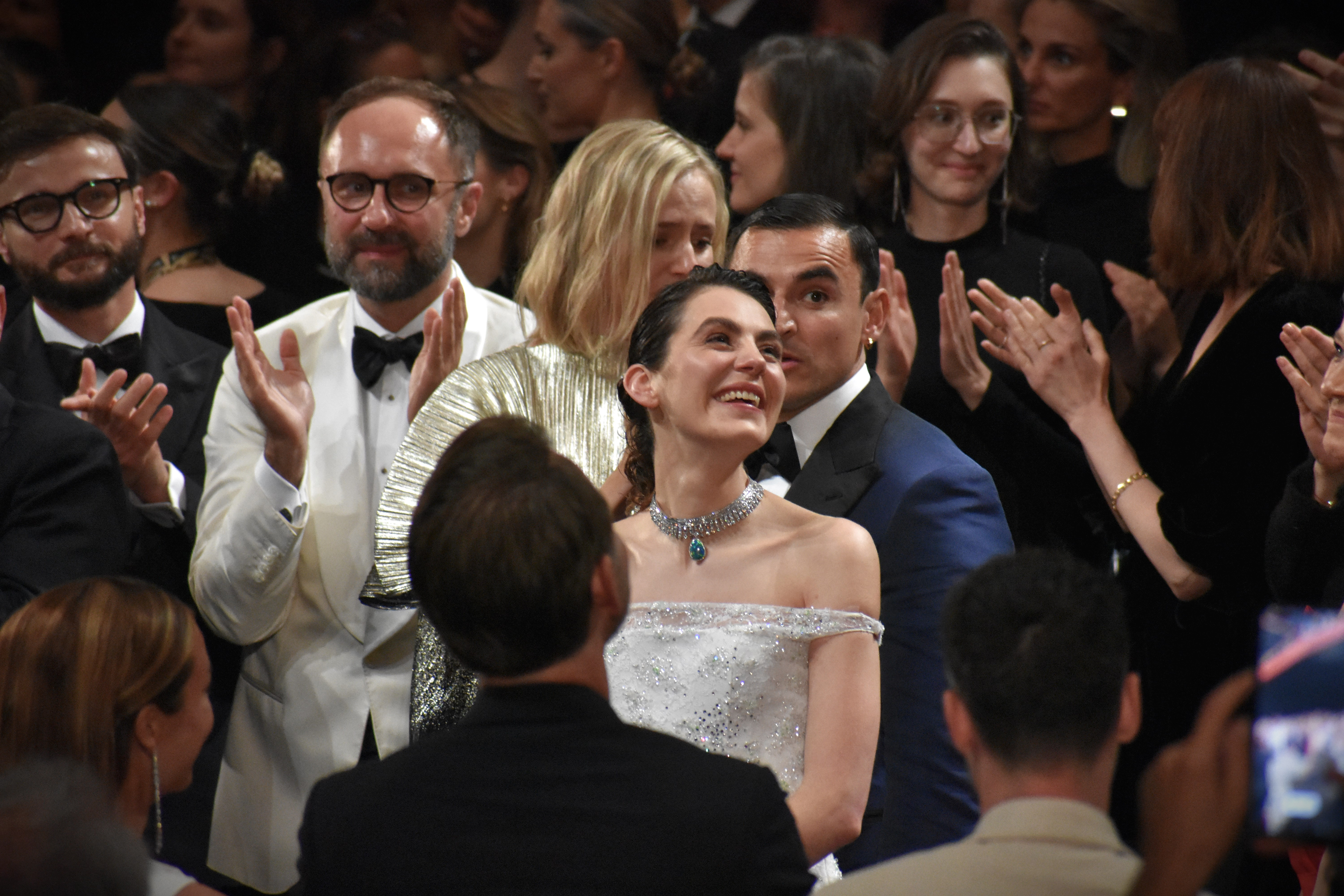
电影在戛纳电影节首映后获全场起立鼓掌

电影入选第77屆坎城影展主竞赛单元，争夺金棕榈奖，2024年5月15日首映。2024年9月5日，电影在第49届多伦多国际电影节特别展映单元北美首映。电影还入选2024年孟买电影节世界电影单元，以及第九届平遥国际电影展卧虎单元。
戛纳首映数天后，火柴工厂（The Match Factory）宣布买下电影海外发行权，其母公司MUBI负责北美及拉丁美洲、英国、爱尔兰、德国、奥地利、意大利、土耳其和印度的发行工作。电影于2025年1月17日在波兰上映，由Gutek Film发行，2025年1月23日在丹麦上映，北欧影业发行。

## 反响

### 专业评价
根据評論匯總网站爛番茄汇总的90篇评论文章，92%的评论家给予该作正面评价，平均打分为7.9分（满分10分）。该网站总结的评论家共识是“《拿针的女孩》用华丽的黑白摄影讲述一个残酷的故事，是一部用高超技巧制作的寓言，令人难忘。” 在Metacritic上，21位影評人共給予了83分的分數（滿分100分），這部電影獲得了「一致好評」。

### 奖项
| 大奖               | 颁奖日期       | 奖项                   | 获得者                                                 | 结果 | 参考          |
| ------------------ | -------------- | ---------------------- | ------------------------------------------------------ | ---- | ------------- |
| 奥斯卡金像奖       | 2025年3月2日   | 最佳国际影片奖         | 《我仍在此》                                           | 提名 | [ 6 ]         |
| 戛纳电影节         | 2024年5月25日  | 金棕榈奖               | 马格努斯·冯·霍恩                                       | 提名 | [ 19 ]        |
| Camerimage影展     | 2024年11月23日 | 金蛙奖                 | 米卡尔·迪梅克（Michał Dymek）                          | 獲獎 | [ 20 ] [ 21 ] |
| 歐洲電影獎         | 2024年12月7日  | 最佳女主角             | 崔娜·蒂虹                                              | 提名 | [ 22 ] [ 23 ] |
| 歐洲電影獎         | 2024年12月7日  | 最佳女主角             | 维多利亚·卡门·索内                                     | 提名 | [ 22 ] [ 23 ] |
| 歐洲電影獎         | 2024年12月7日  | 最佳编剧               | 马格努斯·冯·霍恩、莉恩·兰格贝克                        |      | [ 22 ] [ 23 ] |
| 歐洲電影獎         | 2024年12月7日  | 最佳制作设计           | 雅格娜·多贝斯（Jagna Dobesz）                          | 獲獎 | [ 24 ] [ 25 ] |
| 歐洲電影獎         | 2024年12月7日  | 最佳原创配乐           | 弗里德里克·霍夫迈尔                                    | 獲獎 | [ 24 ] [ 25 ] |
| 金球獎             | 2025年1月5日   | 最佳外語片             | 《拿针的女孩》                                         | 提名 | [ 5 ]         |
| 金卷轴奖           | 2025年2月23日  | 最佳外语片音效剪辑     | 莫滕·皮勒加德（Morten Pilegaard）                      | 待定 | [ 26 ]        |
| 金卷轴奖           | 2025年2月23日  | 最佳外语片音效剪辑     | 奥斯卡·斯可瑞佛（Oskar Skriver）                       | 待定 | [ 26 ]        |
| 金卷轴奖           | 2025年2月23日  | 最佳外语片音效剪辑     | 克里斯蒂安·罗德·达尔斯加德（Christian Roed Dalsgaard） | 待定 | [ 26 ]        |
| 金卷轴奖           | 2025年2月23日  | 最佳外语片音效剪辑     | 帕特里克·吉斯兰（Patrick Ghislain）                    | 待定 | [ 26 ]        |
| 金卷轴奖           | 2025年2月23日  | 最佳外语片音效剪辑     | 朱利安·诺丹（Julien Naudin）                           | 待定 | [ 26 ]        |
| 哥德堡电影节       | 2025年2月1日   | 国际影评人协会费比西奖 | 《拿针的女孩》                                         | 獲獎 | [ 27 ]        |
| 格丁尼亚电影节     | 2024年9月27日  | 波兰海外电影节及评论奖 | 马格努斯·冯·霍恩                                       | 獲獎 | [ 28 ]        |
| 格丁尼亚电影节     | 2024年9月27日  | 青年评审团奖           | 马格努斯·冯·霍恩                                       | 獲獎 | [ 28 ]        |
| 格丁尼亚电影节     | 2024年9月27日  | 艺术电影网络奖         | 马格努斯·冯·霍恩                                       | 獲獎 | [ 28 ]        |
| 格丁尼亚电影节     | 2024年9月27日  | 记者奖                 | 马格努斯·冯·霍恩                                       | 獲獎 | [ 28 ]        |
| 格丁尼亚电影节     | 2024年9月27日  | 最佳选角奖             | 塔雅·葛華德（Tanja Grunwald）                          | 獲獎 | [ 28 ]        |
| 格丁尼亚电影节     | 2024年9月28日  | 银狮奖                 | 《拿针的女孩》                                         | 獲獎 | [ 29 ]        |
| 格丁尼亚电影节     | 2024年9月28日  | 最佳女配角             | 崔娜·蒂虹                                              | 獲獎 | [ 29 ]        |
| 格丁尼亚电影节     | 2024年9月28日  | 最佳摄影               | 米卡尔·迪梅克                                          | 獲獎 | [ 29 ]        |
| 格丁尼亚电影节     | 2024年9月28日  | 最佳配乐               | 弗里德里琪·霍夫迈尔                                    | 獲獎 | [ 29 ]        |
| 格丁尼亚电影节     | 2024年9月28日  | 最佳艺术指导           | 雅格娜·多贝斯                                          | 獲獎 | [ 29 ]        |
| 格丁尼亚电影节     | 2024年9月28日  | 最佳服装设计           | 玛格丽特·富达拉（Małgorzata Fudala）                   | 獲獎 | [ 29 ]        |
| 國家評論協會       | 2025年1月7日   | 年度五大国际电影       | 《拿针的女孩》                                         | 獲獎 | [ 30 ]        |
| 聖地牙哥影評人協會 | 2024年12月9日  | 最佳外语片             | 《拿针的女孩》                                         | 提名 | [ 31 ]        |
| 塞维利亚欧洲电影节 | 2024年11月16日 | 最佳导演               | 马格努斯·冯·霍恩                                       | 獲獎 | [ 32 ]        |
| 塞维利亚欧洲电影节 | 2024年11月16日 | 最佳女主角             | 崔娜·蒂虹                                              | 獲獎 | [ 32 ]        |
| 塞维利亚欧洲电影节 | 2024年11月16日 | 最佳摄影               | 米卡尔·迪梅克                                          | 獲獎 | [ 32 ]        |
| 塞维利亚欧洲电影节 | 2024年11月16日 | 最佳艺术指导           | 雅格娜·多贝斯                                          | 獲獎 | [ 32 ]        |